# Juan Mendoza Uribe
Juan Enrique Mendoza Uribe (Pisco, 6 de julio de 1972) es un docente y político peruano. Fue alcalde de la ciudad de Pisco en 2 ocasiones.  

## Biografía
Nació en la ciudad de Pisco, el 6 de julio de 1972.
Hizo sus estudios primarios en el Colegio José de la Torre Ugarte, y los secundarios en el Colegio Jorge Basadre. Entre 1990 y 1994, estudió Educación en la Universidad Nacional San Luis Gonzaga de Ica.
Ha sido profesor de diversas instituciones educativas: Santa Luisa de Marillac (1994-1997), Carlos Medrano Vásquez (1999-2000) y Bandera del Perú (2000-2006 ; 2010-2018).
Se inicia su  actuación política postulando como candidato del Movimiento Regional Fuerza Pisco a la Alcaldía de la Municipalidad Provincial de Pisco, ganando la elección para el período 2007-2010. 
En febrero del 2010 anuncia su postulación a la reelección por el Movimiento Pisco no se detiene, elecciones que pierde. En las elecciones municipales 2010 y 2014 tampoco logró la victoria, Ya en el año 2018 Anuncia su postulación a la alcaldía provincial de pisco Obteniendo una histórica victoria con 24302 votos, logrando colocar a los alcaldes distritales de 6 distritos (HUANCANO,HUMAY,INDEPENCIA,SAN CLEMENTE,TUPAC AMARU y  SAN ANDRES.